# 臺中市立臺中第一高級中等學校

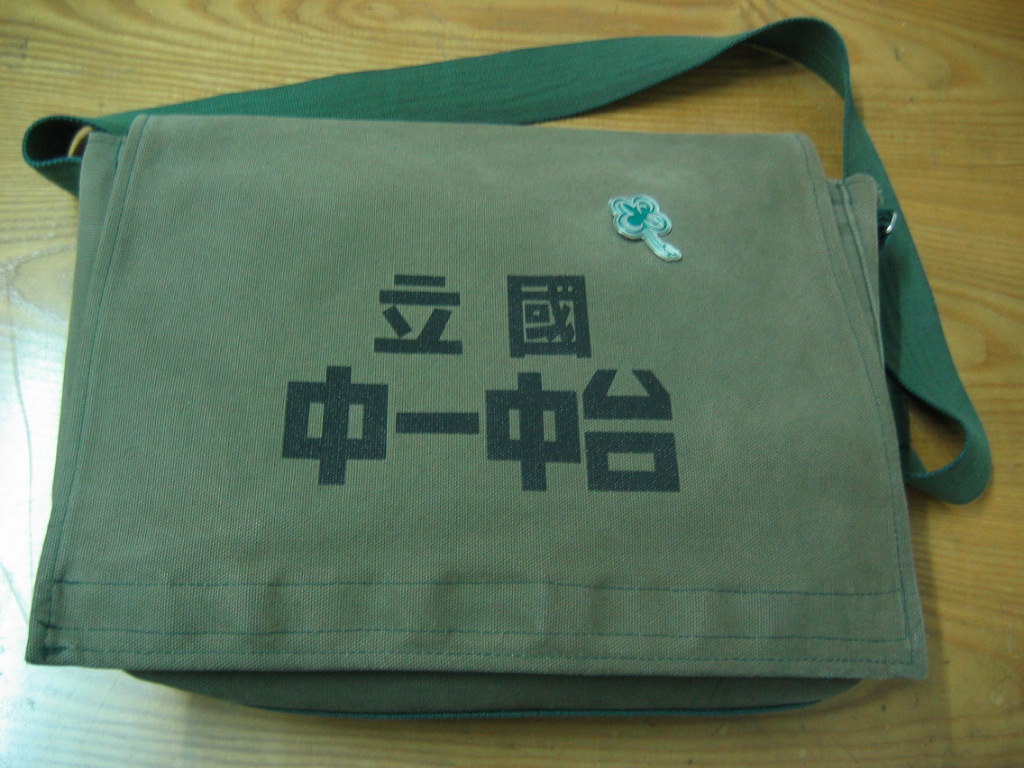
臺中一中舊式書包

臺中市立臺中第一高級中等學校，簡稱臺中一中、中一中、一中，是一所位於臺灣臺中市北區的高級中等學校。該校成立於1915年，是日治時期第一間臺灣人可就讀的中學，係由中部仕紳以捐獻的方式，向臺灣總督府爭取台灣子弟就讀中學的權利。於日台共學期間，因日籍校長爭取下，守住「第一」的名號，成為當時唯一以臺灣人為主的「第一中學」，時至今日成為唯一未曾替換名稱的「第一中學」。
校旁有以其命名的「一中街」，因交通便利、區位條件佳，使得補習班聚集，進而帶來大量高中學生，加之附近之國立臺中科技大學、國立臺灣體育運動大學、中國醫藥大學大學生，與週邊街道組成一中商圈的大型學生商圈。

## 校史

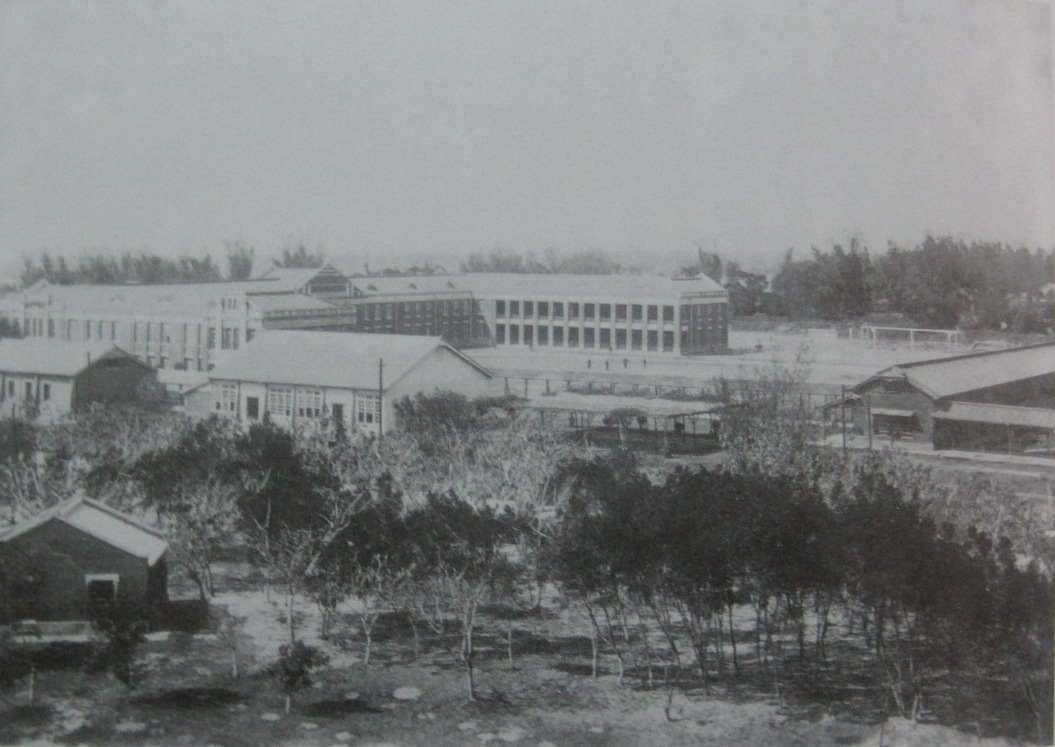
日治時期的臺中一中校舍

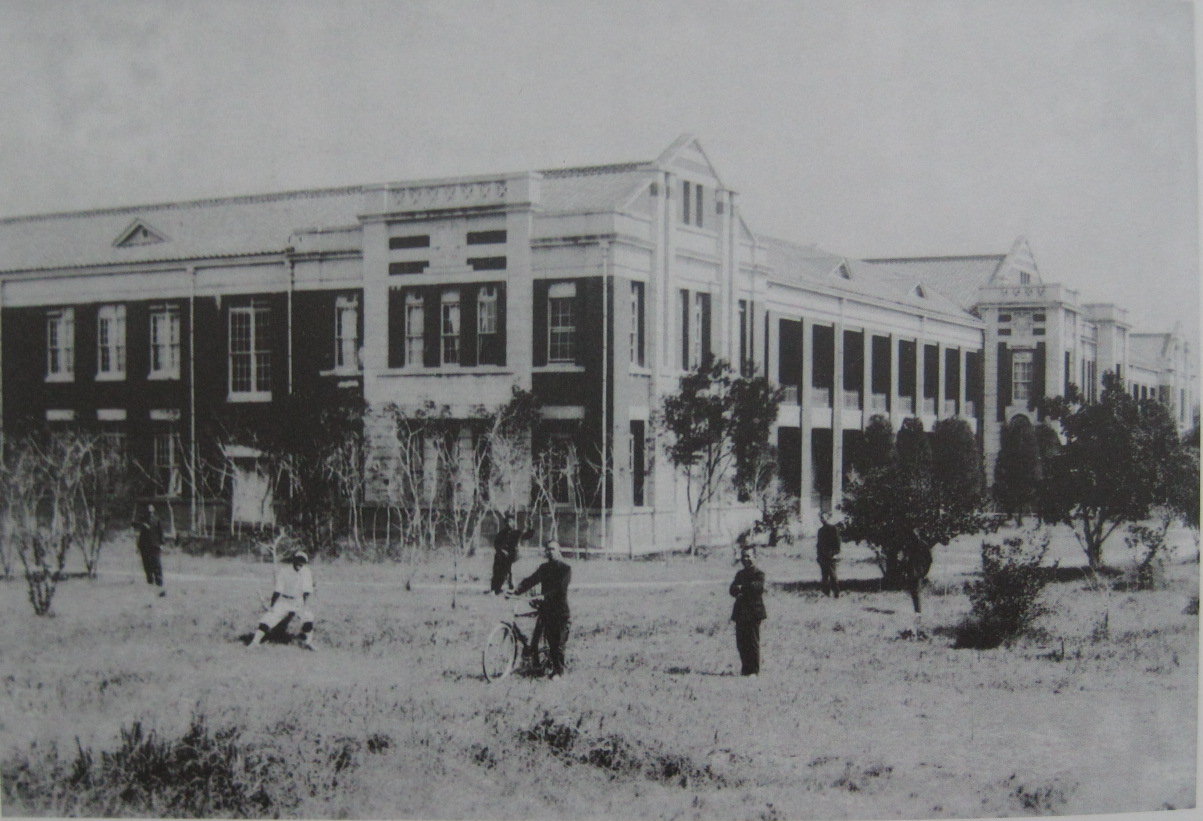
自西南方拍攝的日治時期校舍

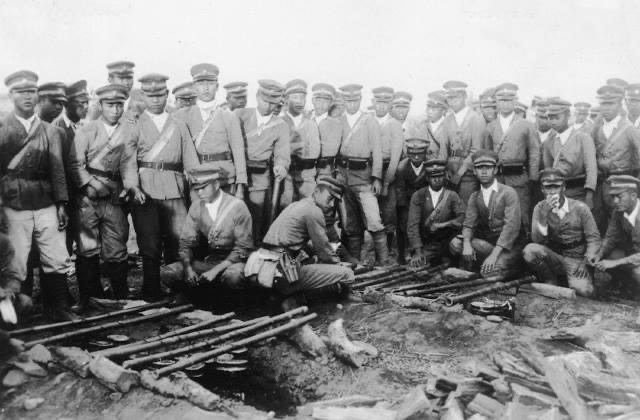
1939年（昭和14年）臺中州立臺中第一中學校學生接受野外軍事演習，用鋁製飯盒煮飯的鏡頭

### 日治時期
1913年，台灣熱心教育人士，以林獻堂、林烈堂、辜顯榮、蔡蓮舫、林熊徵等人為首，創立臺中一中，這五位主要創辦人被稱為「創校五先賢」。當初民間想成立一所專門培育台人子弟的私立中學，但臺灣總督府答以「此舉涉及政府長期教育政策，不可能由民間創辦」；後改為由民間捐款建築校舍，再捐獻給日本政府，由官方成立以專收台人子弟為條件的公立中學校。
1915年2月，臺灣總督府公布〈臺灣公立中學校官制〉，係在台設立中學校之法源依據。2月3日創立專收臺籍人士的「台灣公立臺中中學校」，此為臺灣第一所培育臺灣青年的學校，5月1日正式開學。彼時校舍尚未完工，第一屆學生假前「台中尋常小學校」校舍（今臺中女中現址）開學，直到隔年學寮（學生宿舍）及部分教室陸續完工後才遷回現址。
1919年1月，日本內閣發布〈臺灣教育令〉，臺灣教育分為普通教育、實業教育、專門教育、師範教育，遂更名為「臺灣公立臺中高等普通學校」。1921年，臺灣地方制度變為五州二廳的隔年，學校移交臺中州管轄，改隸為「臺中州立臺中高等普通學校」。
1922年2月，日本內閣公佈〈臺灣教育令〉第2次修正，實施「日臺共學」，因臺中州立臺中第二中學校（專供日本人就讀，今臺中二中前身）的成立，故再更名為「臺中州立臺中第一中學校」為五年制學制，原台灣總督府欲將兩校校名對調，但在時任臺中一中校長小豆澤英男堅持下，並沒有被改為「二中」，為當時全臺唯一掛名「一中」卻是專收臺籍子弟之學校。4月19日，因應皇太子攝政宮裕仁（後來的昭和天皇）來台巡視，台中市所有中等學校（臺中一中、臺中二中、臺中師範、臺中商校、臺中州立教員養成所）學生聚集一中校園，等候迎接太子到來。因學校順位問題，一中小豆澤校長與二中柳澤久太郎校長於眾多師生面前起爭執，最後台中一中學生終於在裕仁太子蒞臨時安排在最前頭。
1925年，成立台灣首支高中軍樂隊（現今為管樂社），為全台最歷史悠久之高中社團。發生「畢旅事件」導致學生罷課。
1927年發生「炊事事件」：因校方偏袒日籍廚夫，並以停止學生自治回應學生與校方之衝突，隨後造成學生大罷課，日方更派出大批警察憲兵包圍學校，最後造成三十多名學生遭退學，此外還有六十多名的學生因憤慨不公而自動退學。據《台灣日日新報》登載報導，被退學學生有赴中國內地或日本內地讀書，亦有投身國民革命者。校長下村虎六郎因炊事事件被調離。

### 省中時代
1945年10月25日，中華民國政府接收臺灣總督府轄區後，改名為「臺灣省立臺中第一中學」。
二二八事件時學校停課二十天，學生挺身而出，護衛學校和校長、老師安全。將老師移宿學寮的中寮，學生們則分宿北、南及中寮，保護老師免受暴動民眾攻擊。二十多天後，二十一師進駐中部，臺中地區許多師生被捕（如臺中師專校長洪炎秋），軍隊隨後亦衝進一中學校後門，欲搜捕學生，金樹榮校長挺身而出擔保，部隊遂離去。
教育部部長朱家驊率團抵台視察，評列台中一中為全中國三十九所優良中學之一，臺灣僅台中一中與北一女中入選，獲頒獎金二千元。金樹榮校長喊出口號「爭取第一，保持第一」作為校訓，並以當時的獎金立「毋負今日」碑做為紀念，其意是說已經爭取到了第一，今後應該保持第一。
1954年，因應政府防空政策，於臺中縣豐原鎮設立「翁子分部」。1955年，將原先設立之夜間部九班，由學校利用原有設備，另增添四間教室，改為日間上課。
1968年，臺灣省政府教育廳推行「省辦高中（職），縣市辦初中」政策，裁撤初中部，並接收臺中市立第一中學高中部的男學生，改制為「臺灣省立臺中第一高級中學」。翁子分部為配合省辦高中政策，接收縣立豐原中學高中部學生，獨立升格為「臺灣省立豐原高級中學」。
1969年，段茂廷校長將日治時代首棟台人興建的紅樓拆除，改建為莊敬樓，第二代校門亦隨著紅樓改建。此一工程造成一中校景無可彌補的巨大損失，以及臺灣教育史的斷裂。
1987年，設立數理資優班。1996年，設立美術班，80年來首度有女學生入學，並且占了首屆一半以上的名額。
省屬時代，與臺中女中、臺中二中並列市區內的三所省立中學，直至1989年西屯區增設文華高中而變為四所，合稱「臺中四省中」。

### 改隸國立
2000年，因精省改為「國立臺中第一高級中學」，校長聘任由官派改為遴選。
2003年，設立語文資優班。
2005年，拆除人文館，原址新建景賢樓，並於2006年完工。2007年6月27日，舉行「圖書資訊暨教學大樓」動土典禮。7月12日，圖資大樓動土典禮後，隨即拆除舊慎思樓並興建新教學大樓，完工後定名「慎思樓」。語文與數理資優班改為校內甄選。
2008年7月14日，拆除位於校園中央之圖書館與烹飪教室，原址改為中庭廣場，圖書館改附設於慎思樓。7月，因為大雨造成圖書館藏泡水，損失慘重。
2010年5月，學生因不滿校方取消晚自習及簡化成年禮誓師大會，因發生集體抗議，最後校方恢復開放幾間教室以黑馬班形式讓學生於此進行晚自習及課後輔導。8月，設立科學班。

### 創校百年
2015年是臺中一中創校百週年校慶，校方與學生會積極籌備校慶活動。校園亦有多項工程，包括於育才街側興建新的溫室植物園、拆除樟園並修復校史館、光中亭之枯山水造景美化、慎思樓前露天舞台、麗澤樓外牆修整與再現外牆浮雕等。6月9日，因應十二年國教多元課程，與臺中女中、臺中二中、文華高中及興大附中簽訂「Taichung Big 5策略聯盟」合約，未來將合作開發課程、跨校選課或共同開課，以提昇教育品質。10月，拆除第三代校門，改善與路面有高低落差之問題。2016年8月29日，第四代校門落成啟用。
2017年1月，改隸臺中市政府，更名「臺中市立臺中第一高級中等學校」。9月29日，承辦107年國中教育會考全國試務會，並於該日正式揭牌成立。
2019年5月13日，公告「學生政黨法」，校內學生可進行組黨登記，參與學生自治事務，為臺灣第一間可成立校內政黨的高中。
2020年6月21日，興大附中教務主任林隆諺自台中市高中校長遴選委員會出線，並於8月1日出任新一任校長，為台中一中第一位校友（第53屆）校長。

## 歷代校名
| 次序 | 時稱校名                     | 更名年分 | 使用期間 | 命名緣由                                                                        | 參     |
| ---- | ---------------------------- | -------- | -------- | ------------------------------------------------------------------------------- | ------ |
| 1    | 臺灣公立臺中中學校           | 1915年   | 4年      | 供台人就讀，命名公立與日人子弟就讀之中學校（臺灣總督府臺北/臺南中學校）有所區隔 | [ 19 ] |
| 2    | 臺灣公立臺中高等普通學校     | 1919年   | 2年      | 依據〈台灣教育令〉歸類為普通學校                                                | [ 19 ] |
| 3    | 臺中州立臺中高等普通學校     | 1921年   | 1年      | 實施州廳制，移交臺中州管轄                                                      | [ 19 ] |
| 4    | 臺中州立臺中第一中學校       | 1922年   | 23年     | 第二次〈台灣教育令〉推行「日台共學」，第二所中學校創立，遂更名                  | [ 19 ] |
| 5    | 臺灣省立臺中第一中學         | 1945年   | 23年     | 戰後由中華民國政府接收，以其教育制度命名                                        | [ 19 ] |
| 6    | 臺灣省立臺中第一高級中學     | 1968年   | 32年     | 實施「省辦高中（職），縣市辦初中」，專辦高中部                                  | [ 19 ] |
| 7    | 國立臺中第一高級中學         | 2000年   | 17年     | 精省，改隸教育部                                                                | [ 19 ] |
| 8    | 臺中市立臺中第一高級中等學校 | 2017年   | 現今     | 配合臺中市已於2010年升格直轄市，高中學校移交直轄市政府管轄                      | [ 19 ] |

## 歷任校長
日治時期

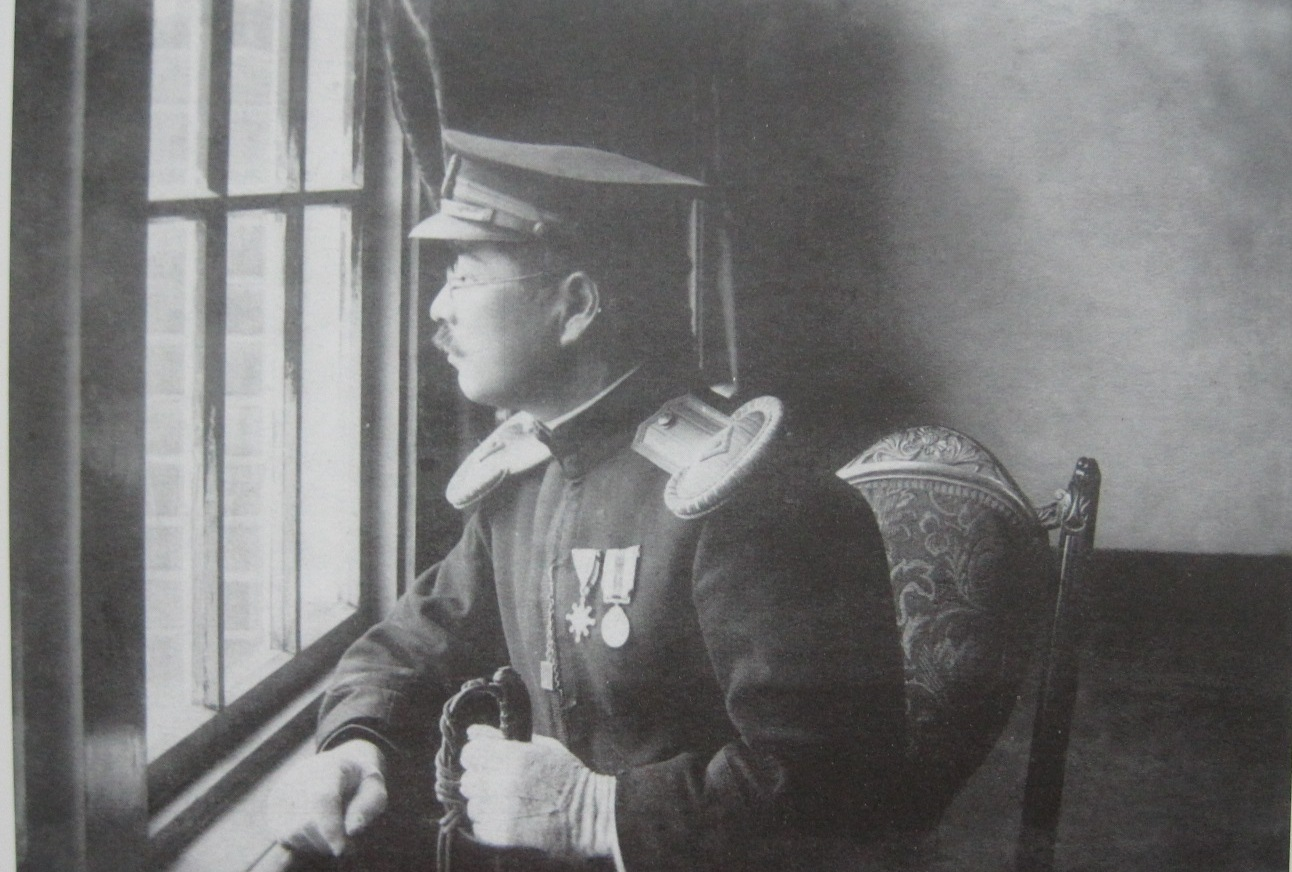
首任校長 田川辰一

1. 田川辰一：1915年－1919年（原日本新潟中學校長）
2. 小豆澤英男：1919年－1924年
3. 下村虎六郎：1925年－1928年
4. 楠基道：1928年－1931年
5. 吉川祐戒：1931年－1933年
6. 廣松良臣：1933年－1940年
7. 田中惠一：1940年－1945年

民國時期
1. 金樹榮：1945年11月－1954年7月
2. 宋新民：1954年8月－1960年1月
3. 黃金鰲：1960年2月－1967年8月
4. 周封岐：1967年9月－1969年7月
5. 段茂廷：1969年8月－1981年11月
6. 湯孝彬：1981年12月－1987年7月
7. 陳繼統：1987年8月－1995年7月
8. 陳時宗：1995年8月－1999年7月
9. 蔡瑞榮：1999年8月－2000年6月
10. 蔡炳坤：2000年7月－2008年7月
11. 郭伯嘉：2008年8月－2012年7月
12. 陳木柱：2012年8月－2020年7月
13. 林隆諺：2020年8月－現任

## 象徵

### 校訓
| “  | 公、誠、勤、樸 愛國家、愛民族、愛團體、愛榮譽；實實在在、團結合諧；積極奮發、勤勉向上；廉潔樸素、刻苦耐勞 | ” |
| —— | |   |

### 名句
| “  | 吾臺人初無中學，有則自本校始 | ” |
| —— |                              |   |

| “  | 毋負今日 | ” |
| —— |          |   |

| “  | 爭取第一，保持第一 | ” |
| —— |                    |   |

### 班級概況
臺中一中各年級設有21個普通班，並有4個特殊班級：數理資優班、美術班、語文資優班、科學班（各一班）。
科學班合作大學為國立交通大學（今國立陽明交通大學），採單獨招生並招收女生（並有性別保障名額），為女生進入中一中修讀普通科的唯一途徑（不含美術班提出轉班的狀況）。

## 學生自治
臺中市立臺中第一高級中等學校學生自治聯合會（簡稱學聯會）是臺中一中的學生自治組織，其憲制文件為《學聯會組織章程》，於2011年通過，採三權分立設計，下設臺中一中學生會（行政機構）、臺中一中學生議會（立法機構）、臺中一中學生評議委員會（司法機構）。

#### 選舉投票制度
學生會長選舉可追溯到1995年。隨著2011年學聯會組織的確立，也開始實施學生議員的選舉。學生議員採單一選區兩票制，由每個班級選出班級議員，以及全校普選出不分區議員，目前共90席。

#### 學生政黨
臺中一中首創學生政黨制度，2019年公告學生政黨法，校內陸續成立三個政黨，截至2020年，全校2700多名學生，不到100名學生有黨籍。

## 學生社團
臺中一中有40餘個學生社團，分為學術性、藝術性、康樂性、體育性、技能性、服務性六大類，此外也有組織較為鬆散的「同好會」。校方表定的活動時間為星期五下午的兩個小時，不同社團也有各自的活動時間，課餘時間的活動不受限制。
社團之間有社團聯合事務委員會（簡稱社聯會），負責制定社團法規（如《社團活動教室管理辦法》）、協調社團事務、舉辦社團大型活動，如學期初的社團聯展。

## 建築與設施
教學大樓
分別為敬業樓、景賢樓、麗澤樓、慎思樓、科學館、音樂館及體育大樓。其中莊敬樓位於校園南側，為學校行政單位所在地，亦設有數理資優班、科學班教室；原址大略為為日治時期興建的臺中一中紅樓，目前有校方與校友有意依原貌重建一中紅樓，同時改建莊敬樓。
其他建築
- 校史館：僅存的日治時期建築，昔為校內講堂，為臺中市歷史建築，登錄名為「第一中學校講堂」。2015年百年校慶修繕完畢，展覽相關文物與活動展演空間。
- 光中亭：位於雙十路側。該處原為校內神社，興建於1936年，祀神武天皇，二戰後遭搗毀。1947年改建光中亭，1976年重建[28]。

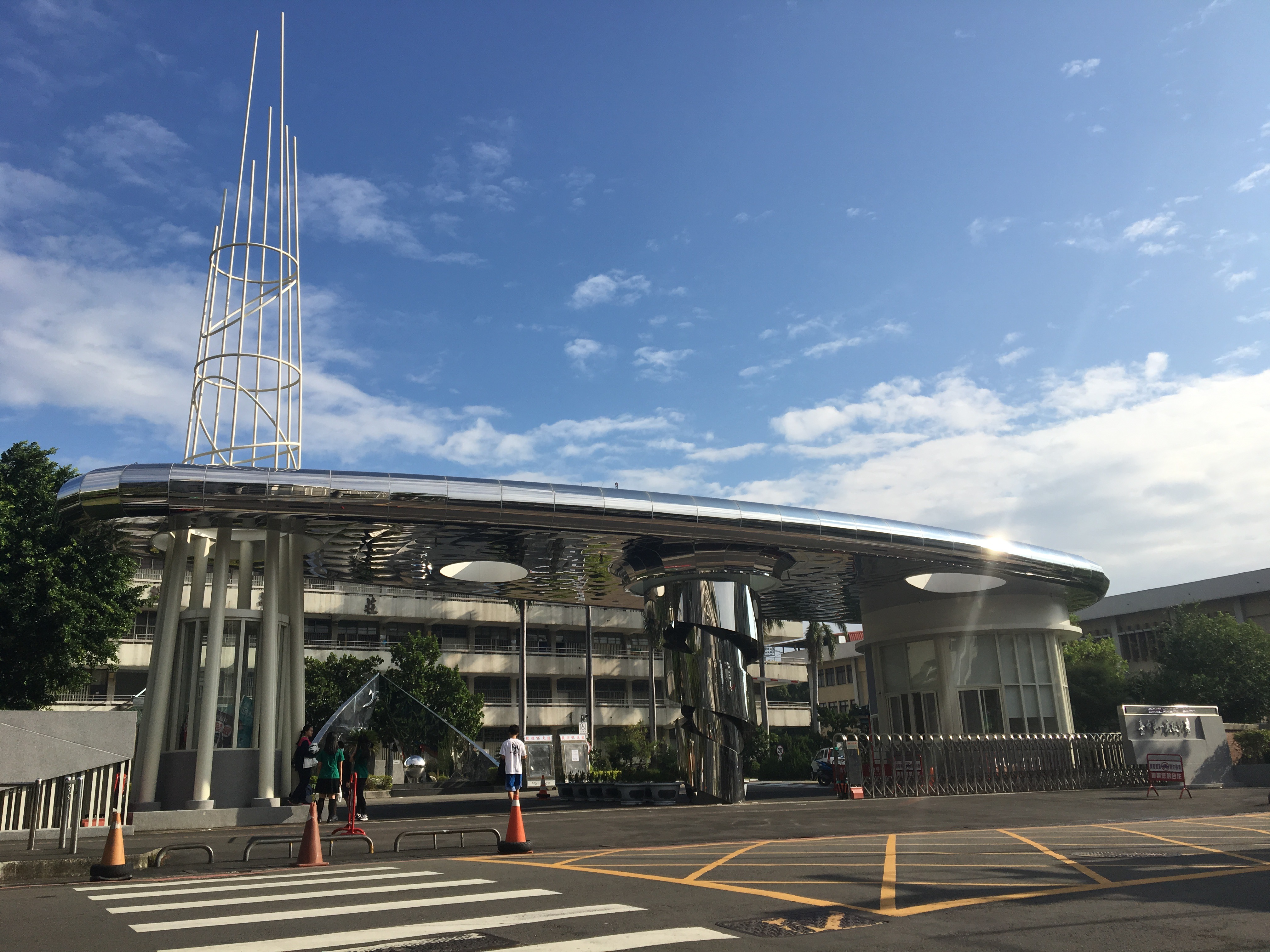
第四代校門
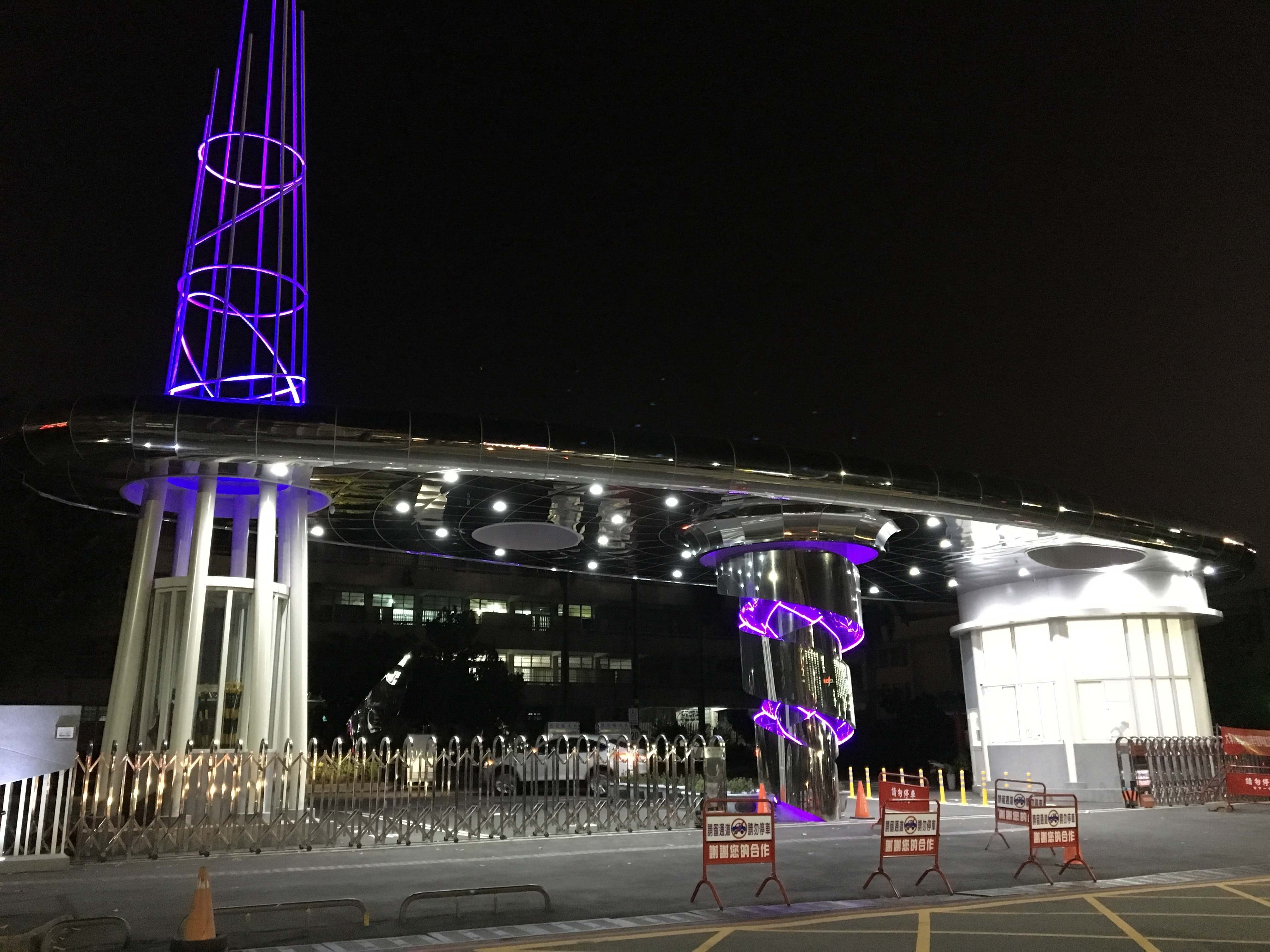
夜晚的校門
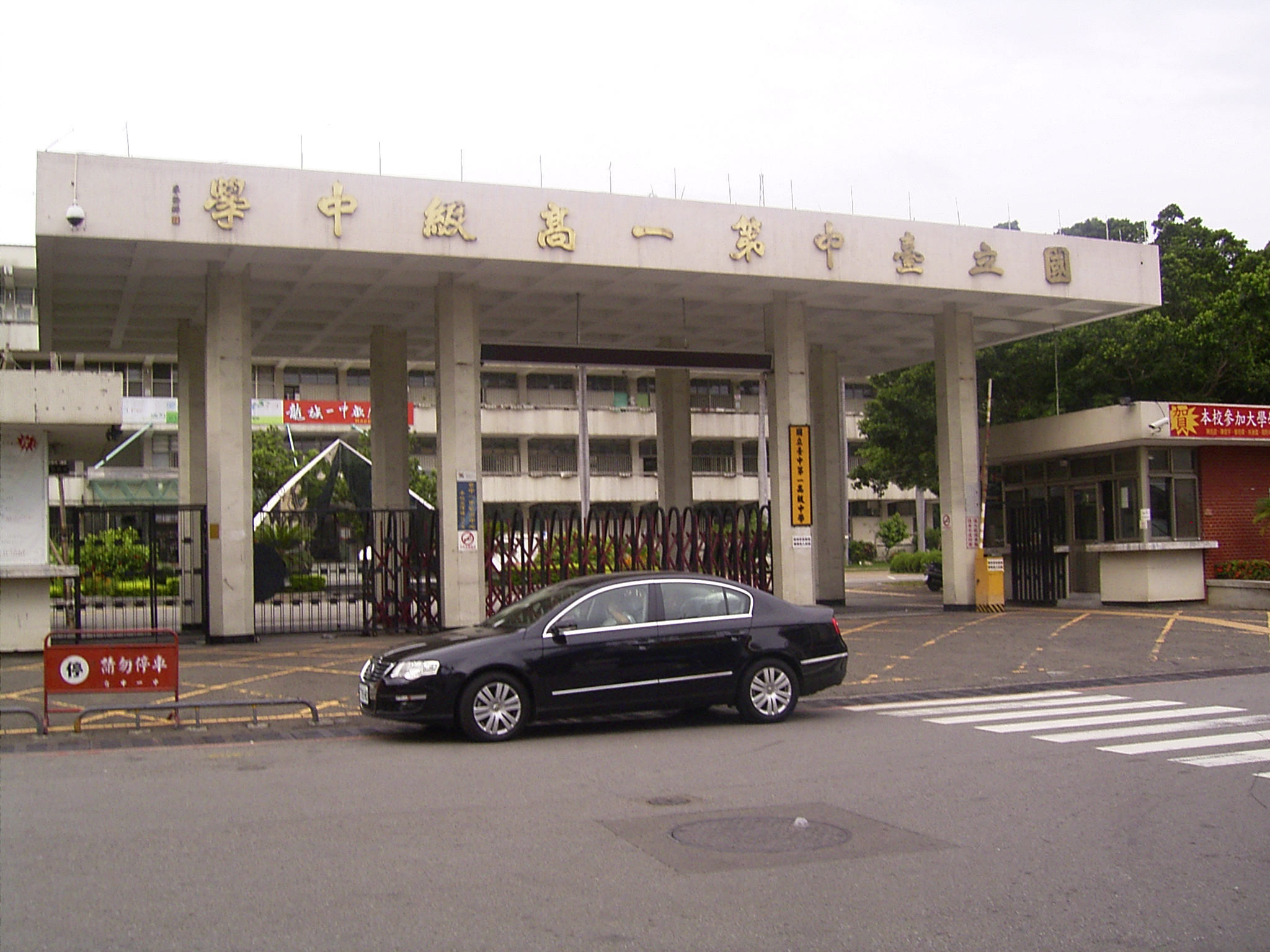
第三代校門（已拆除）
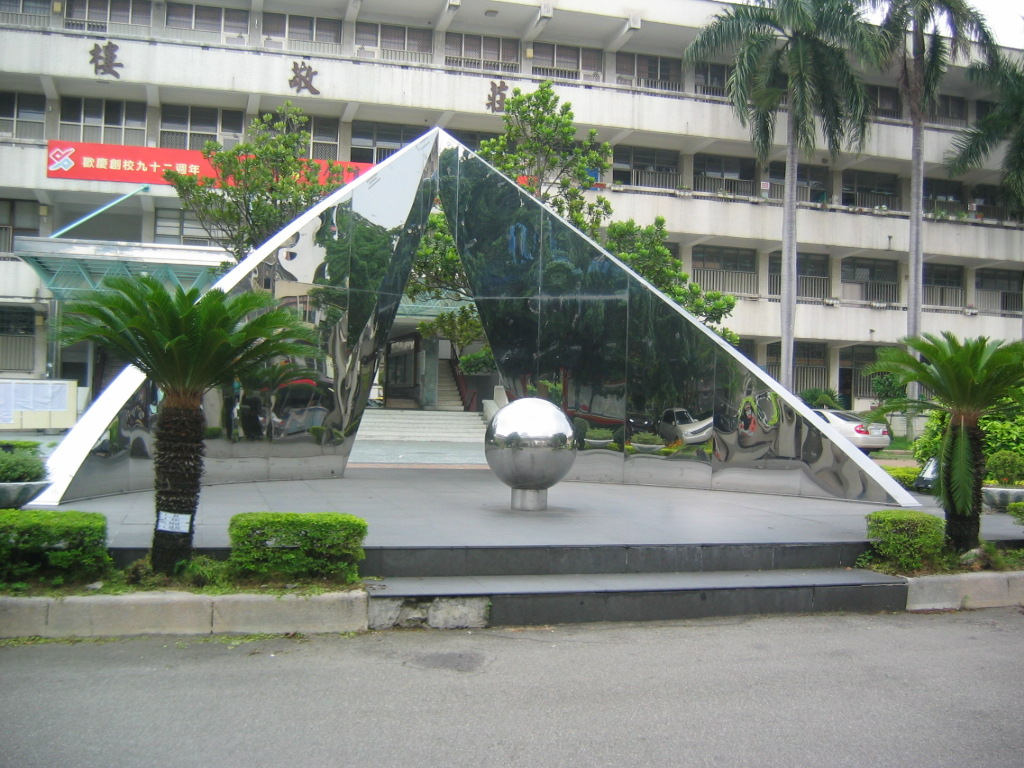
入德之門
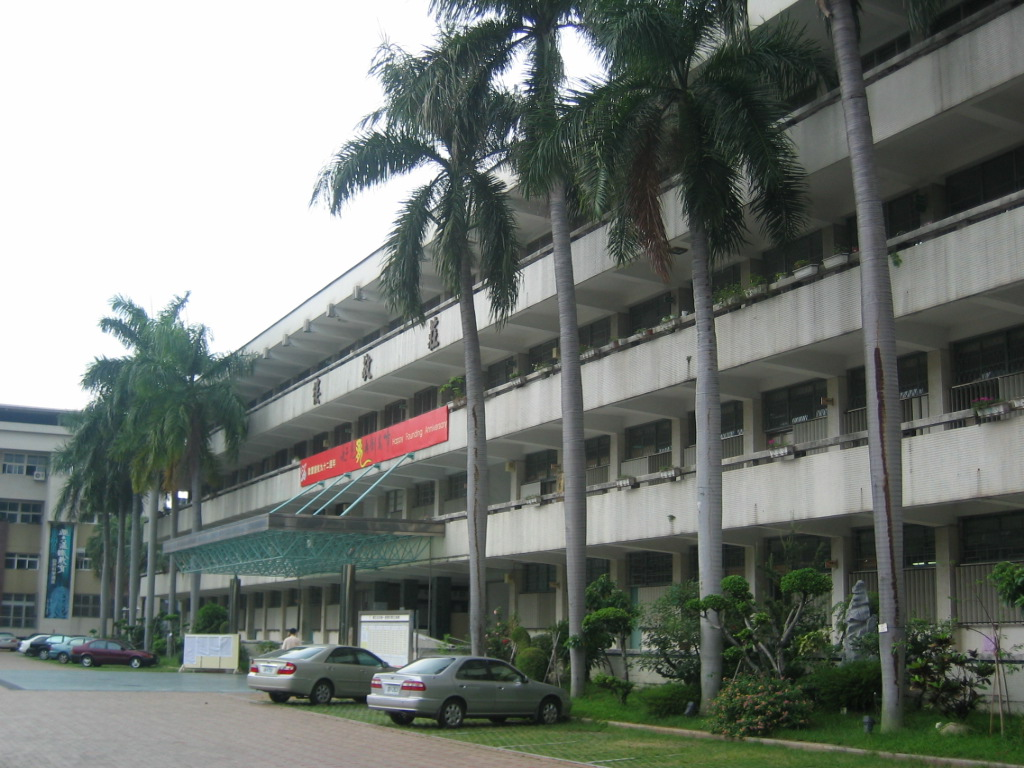
莊敬樓
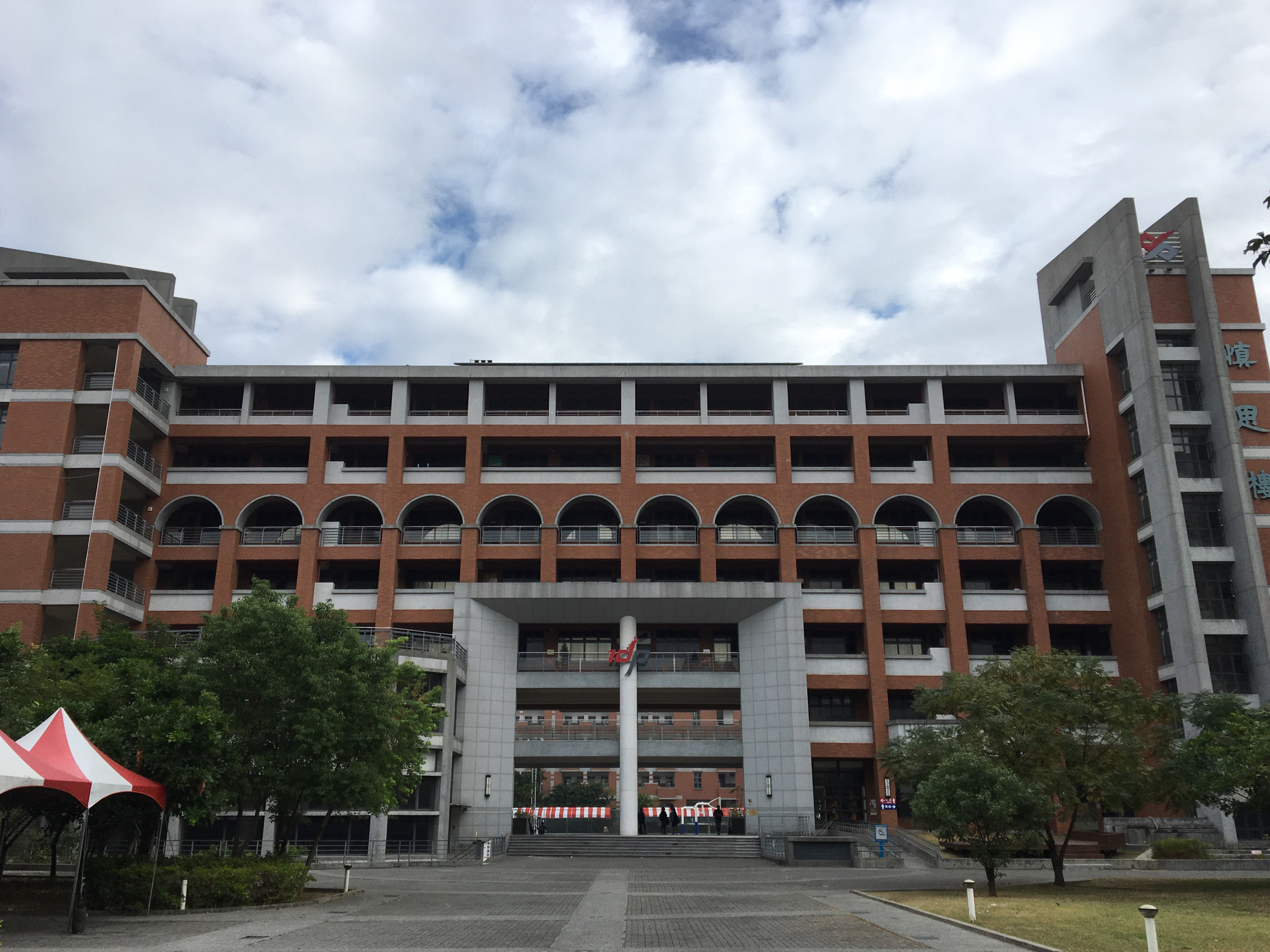
慎思樓
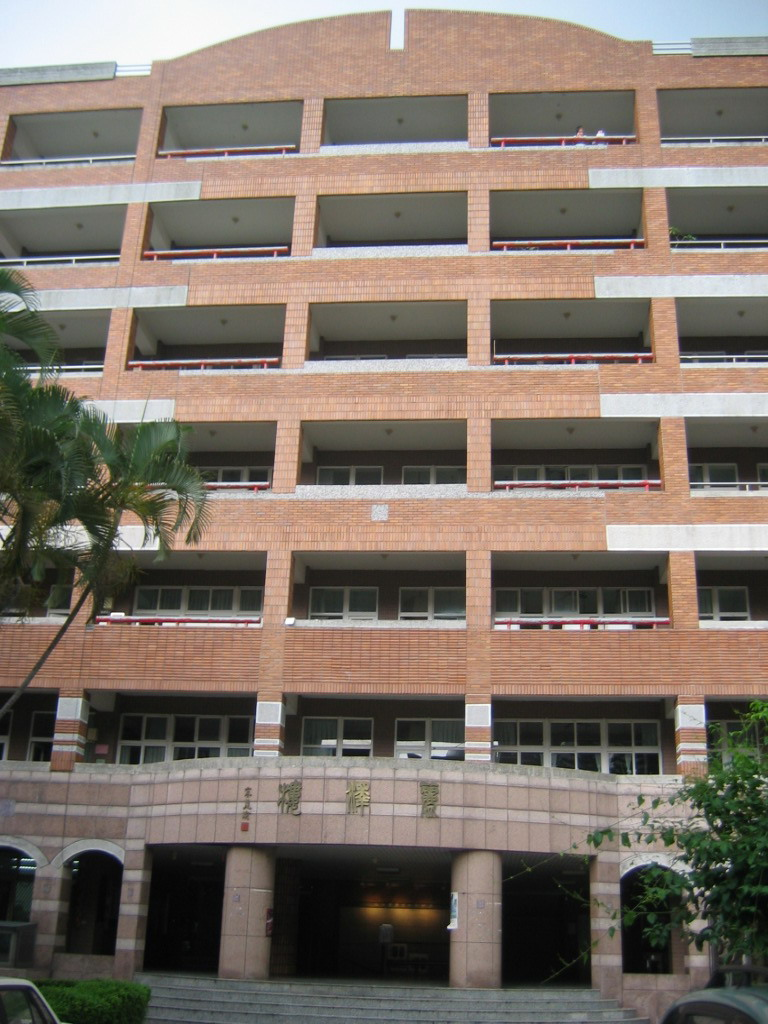
麗澤樓
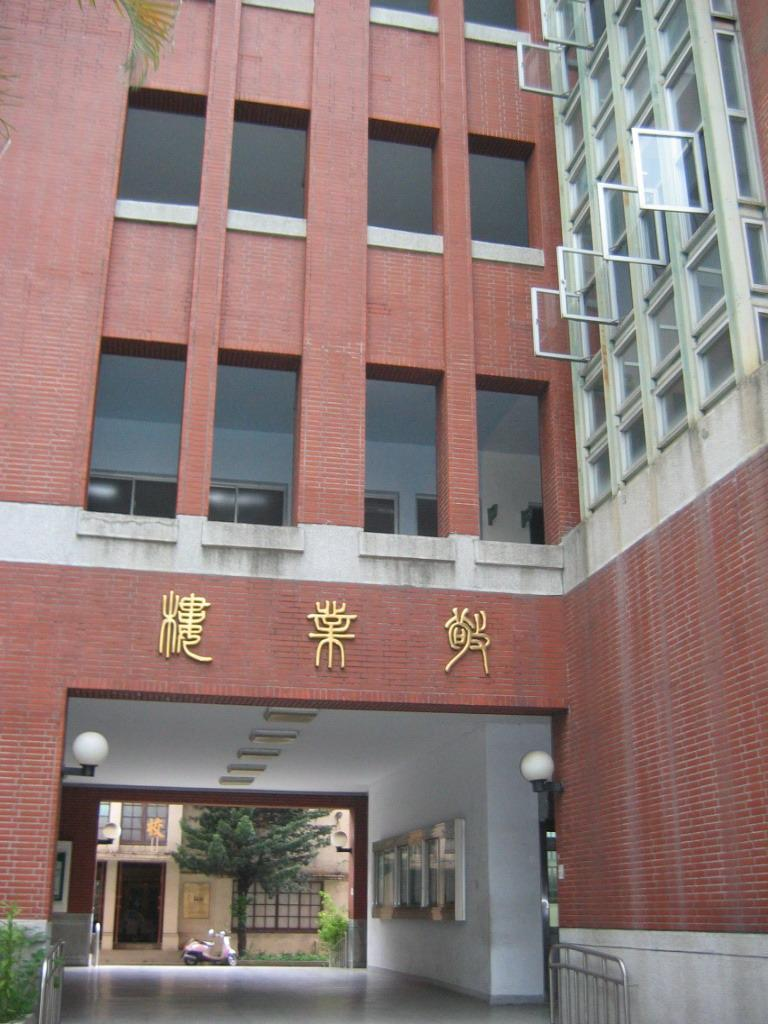
敬業樓
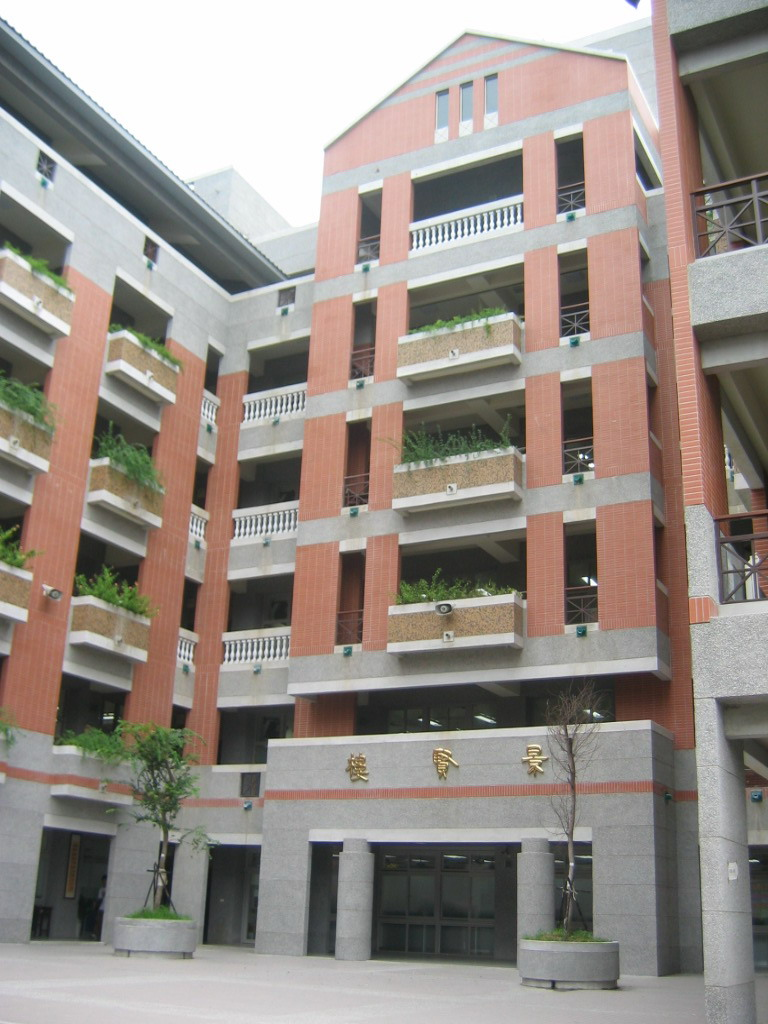
景賢樓
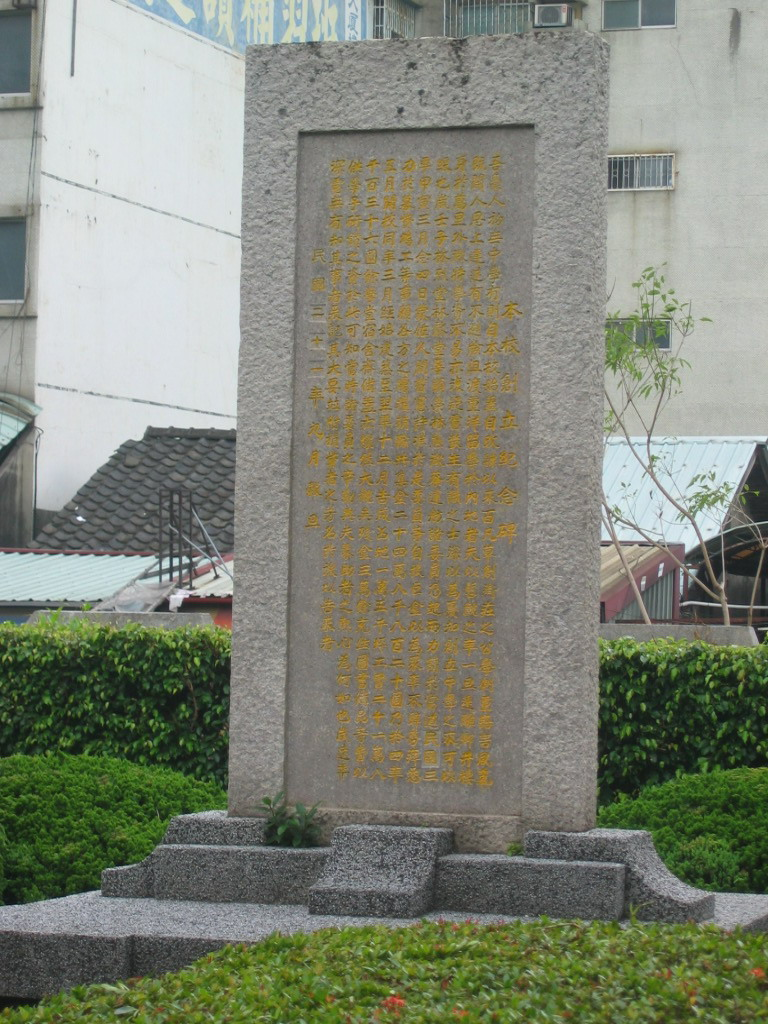
創校紀念碑
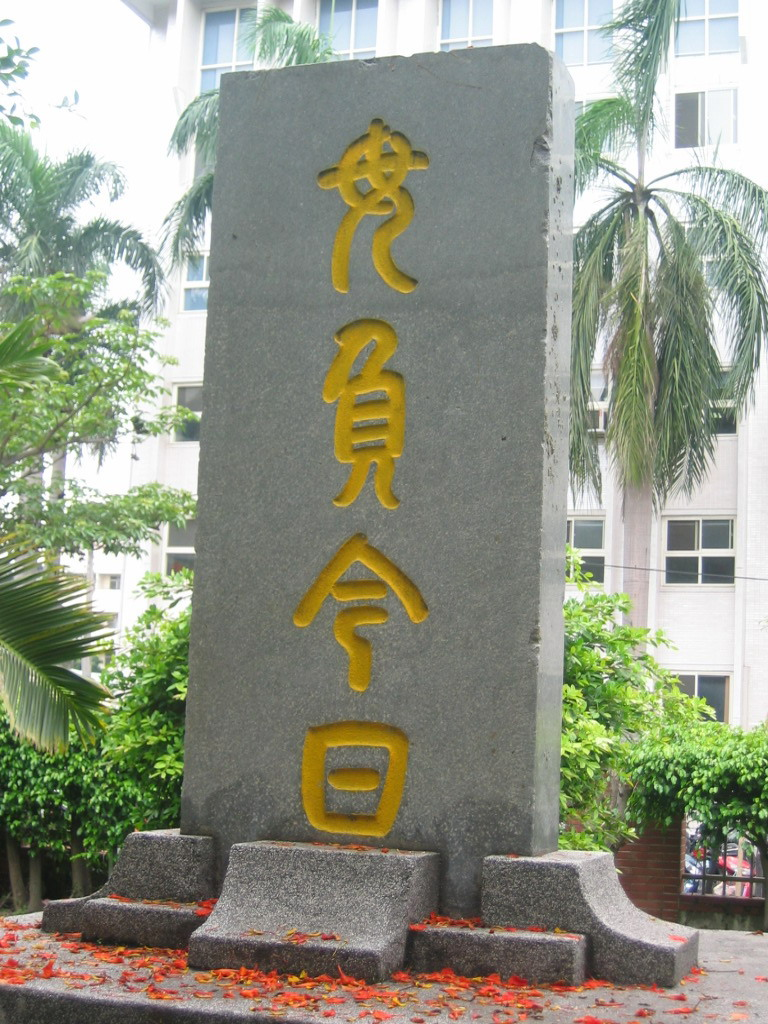
毋負今日碑
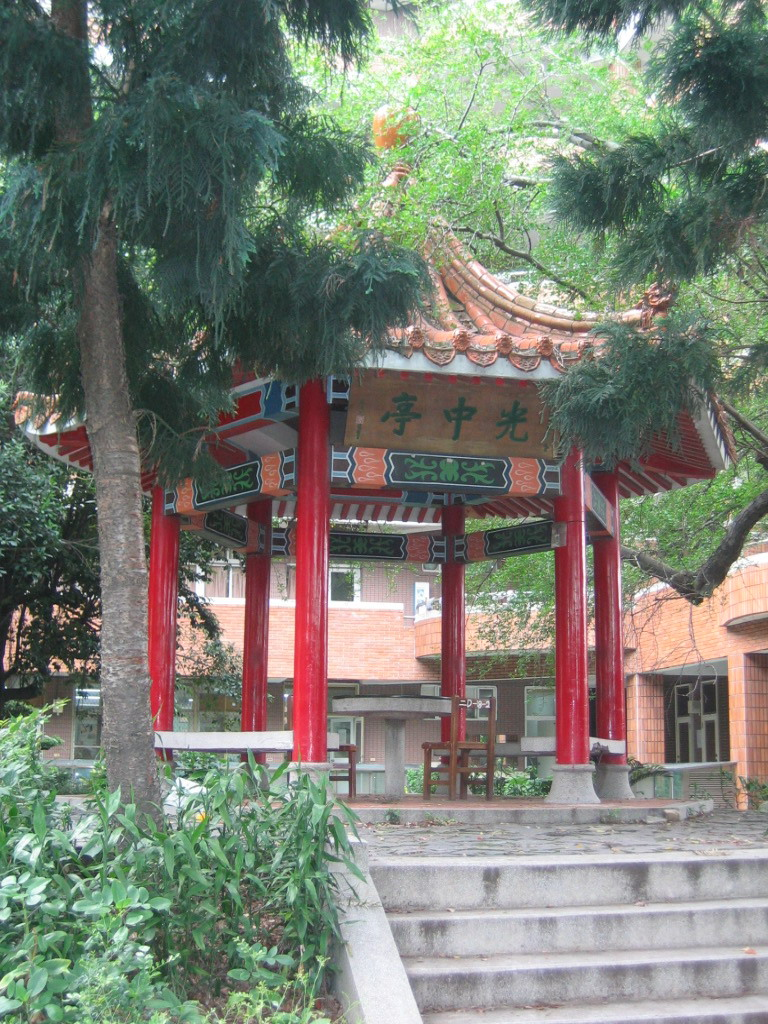
光中亭

## 教職員工
- 鄉原古統：台灣東洋畫藝術啟蒙者之一，台展第一回到第九回東洋畫部門的審查委員。
- 李鼎彝：李敖之父，曾擔任省立時期的國文科教師，兼國文科主任。
- 嚴僑：北京大學首任校長嚴復之長孫，板橋林家林熊祥之外甥兼女婿。曾為中国共产党黨員。1950年8月到台灣，在台中一中任教英文。1953年深夜被捕，關押在綠島。1961年保釋出獄。
- 齊邦媛：中國文學學者，專長為中國文學、英國文學和美國文學。
- 林柏榕：臺中一中英文老師，後轉任中山醫學院副教授，並創辦立人高中，再擔任臺中市市長。
- 曾愷芯：臺中一中生物科教師，台灣第一位公開跨性別身分的教師。

## 姊妹校
交換學生
- 法國康城馬來爾布高中（Lycée Malherbe－Caen）
- 美国波士頓聖約翰預備學校（英语：St. John's Preparatory School (Massachusetts)）（St. John's Preparatory School-Massachusetts）

教育參訪
- 日本早稻田大学本庄高等学院（日语：早稲田大学本庄高等学院）（Waseda University Honjo Senior High School）
- 日本筑波大学附属駒場高等学校（Senior High School at Komaba, University of Tsukuba）
- 日本神户市立葺合高等学校（日语：神戸市立葺合高等学校）（Kobe Municipal Fukiai High School）
- 日本大阪府立港南造形高等学校
- 日本大阪府私立高槻高等學校
- 仁川鎮山科學高等學校（朝鲜语：인천진산과학고등학교）
- 中华人民共和国长沙市湖南师范大学附属中学
- 中华人民共和国福州市福建省福州第一中学
- 新加坡新加坡華僑中學

## 備註
1. ↑  因國立臺南第一高級中學也常稱作一中，故此簡稱僅在中彰投範圍內、不致發生混淆的情況下。
2. ↑  入學年齡規定為13歲以上，修業年限為4年（但當時專供日本人就讀的臺灣總督府臺北中學校（今建國中學）與臺灣總督府臺南中學校（今臺南二中）修業年限卻需5年）、入學資格只需要「公學校」(專供臺灣人就讀的小學機構)」4年修畢，但專供日本人就讀的中學校卻需要「小學校」（日本人就讀的小學機構）6年修畢，可見對台人教育之刻意打壓，使畢業生因修業年限不足，不得報考專科以上學校。課程著重在國語（即日語）及實業教育，英語列為「隨意科」（選修科目）且限於高年級每週只有2小時、規定全部學生住宿，與當時日人就讀的「中學校」系統不同，並無法與當時日本本土學制相連，但在臺灣專供日本人就讀的中學校是可以連結日本內地高等教育系統，亦即雖然同使用「中學校」的名稱，實質的教學內容與入學年齡大不相同。
3. ↑  因與日本內地系統的中學校無法銜接，刻意更改校名為「高等普通學校」，與當時朝鮮的中學教育使用相同名稱。
4. ↑  創校紀念碑首句，紀念此所臺人爭取受教權所成立之中學 。
5. ↑  1948年與北一女中並列全中華民國39所優良學校，以獎金設立紀念碑砥礪學生。
6. ↑  1948年由金樹榮校長發表「爭取第一，保持第一。」的口號作為校訓，並與毋負今日互相呼應。

## 外部連結
- 臺中市立臺中第一高級中學官方網頁（新） （页面存档备份，存于）
- 臺中市立臺中第一高級中學官方網頁（舊） （页面存档备份，存于）
- 臺中一中Facebook官方粉絲專頁 （页面存档备份，存于）
- 臺中一中學生自治聯合會（页面存档备份，存于） （页面存档备份，存于）